# Кеннет II
Кеннет II (між 952 та 954 — 995) — король Шотландії у 971–995 роках, розширив володіння.

## Життєпис
Походив з династії МакАльпінів. Син Індальфа, короля Шотландії. Ставши у 971 королем після загибелі брата Куїлена, продовжив політику попередника щодо остаточного приєднання Дотіана (південна Шотландія). Цьому сприяла миролюбна політика англійського короля Едгара. За мирною угодою 971 року Англія поступалася Лотіаном на користь Шотландії. Натомість Кеннет II у 973 році визнав себе васалом Англії, втім це була номінальна залежність.
Вслід за цим король Шотландії зосередив зусилля на придушення впливу магнатів та кланів. У 977 році було вбито рідного брата Амлафа, який підняв заколот на півночі країни. За це Кеннет II отримав прізвисько «Братовбивця». Вслід за цим зумів розбити війська Сігурда, ярла Оркнейського, у якого відняв область Кейтнесс.
Про останні роки Кеннета II мало відомостей. Його було вбито у 995 році внаслідок змови на чолі із Костянтином, сином Куїлена.

## Родина
Дружина — (ім'я невідоме), донька короля Лейнстера
Діти:
- Малкольм
- Боде
- Дункан